# Viktor Zavacký
Viktor Zavacký (9. února 1910 – ???) byl československý politik ukrajinské národnosti (respektive rusínské národnosti), poslanec Prozatímního Národního shromáždění za Ukrajinskou národní radu Prjaševčiny a poslanec Ústavodárného Národního shromáždění za Demokratickou stranu, po únoru 1948 za Komunistickou stranu Slovenska (respektive KSČ).

## Biografie
V letech 1945–1946 byl poslancem Prozatímního Národního shromáždění za Ukrajinskou národní radu Prjaševčiny. V parlamentu setrval do parlamentních voleb v roce 1946. Po nich se do zákonodárného sboru vrátil, nyní jako poslanec Ústavodárného Národního shromáždění za Demokratickou stranu.
V březnu 1945 byl zvolen do okresního vedení Demokratické strany v Prešově. Pracoval tehdy jako profesor ruského gymnázia v Prešově.
Už během roku 1945 se v rámci Ukrajinské národní rady podílel na vzniku ukrajinsko-rusínské sekce v Demokratické straně, která se ustavila v srpnu 1945 a Zavacký byl zvolen jejím předsedou. Na základě dohody z března 1947 se stal v rámci Ukrajinské národní rady Zavacký hlavním tajemníkem pro ekonomiku. Po únorovém převratu přešel 18. března 1948 do poslaneckého klubu Komunistické strany Slovenska. Už 22. února 1948 odeslal jménem Ukrajinské národní rady telegram Klementu Gottwaldovi a podpořil komunistickou pozici během vládní krize. V následujících dnech se podílel na likvidaci ukrajinsko-rusínské sekce v Demokratické straně a jejím příklonu ke KSS. V parlamentu setrval do voleb do Národního shromáždění roku 1948.